# سینوویت
سینوویت اصطلاح پزشکی برای التهاب غشاء زلاله‌ای (سینوویال) است. این غشاء به عنوان آستری برای مفاصل حفره‌داری به نام مفاصل زلاله‌ای عمل می‌کند. این نوع التهاب معمولاً دردناک است، به ویژه هنگامی که مفصل حرکت کند. مفصل معمولاً به دلیل جمع شدن مایع زلاله‌ای متورم می‌شود.
سینوویت ممکن است همراه با التهاب مفصل (آرتریت) و همچنین لوپوس، نقرس و سایر شرایط رخ دهد. سینوویت بیشتر از سایر اشکال آرتریت در روماتیسم مفصلی یافت می‌شود و بنابراین می‌تواند به عنوان یک عامل متمایزکننده عمل کند، اگرچه در بسیاری از مفاصل دچار آرتروز نیز وجود دارد. در مورد روماتیسم مفصلی، سینوویوسیت‌های فیبروبلاست مانند، سلول‌های مزانشیمی بسیار تخصصی که در غشای زلاله‌ای یافت می‌شوند، نقش فعال و برجسته‌ای در سینوویت دارند. بروز طولانی مدت‌سینوویت می‌تواند منجر به تباهی مفصل شود.

## علائم و نشانه‌ها
التهاب غشای زلاله‌ای باعث حساسیت یا درد مفاصل، تورم و توده‌های سفت می‌شود که گرهَک (ندول) نامیده می‌شود. هنگامی که با روماتیسم مفصلی همراه است، تورم نشانگر بهتری نسبت به شکنندگی است.

## تشخیص
هدف روماتولوژیست تشخیص علت درد بیمار با تعیین این است که آیا درد در داخل خود مفصل است، یعنی سینوویت واقعی است یا اینکه واقعاً ناشی از التهاب زردپی‌ها است که به آن تاندونیت گفته می‌شود. اغلب برای تشخیص قطعی نیاز به تصویربرداری مانند ام‌آرآی یا سونوگرافی استخوانی‌ماهیچه‌ای است.

## درمان
علائم سینوویت را می‌توان با داروهای ضد التهابی مانند NSAIDها درمان کرد. تزریق استروئید ممکن است مستقیماً در مفصل آسیب‌دیده انجام شود. درمان خاص به علت زمینه‌ای سینوویت بستگی دارد.